# Lava Hot Springs
Lava Hot Springs est une ville américaine située dans le comté de Bannock en Idaho.

## Démographie
| 1920 | 1930 | 1940 | 1950 | 1960 | 1970 |
| ---- | ---- | ---- | ---- | ---- | ---- |
| 662  | 544  | 647  | 591  | 593  | 516  |

| 1980 | 1990 | 2000 | 2010 | - | - |
| ---- | ---- | ---- | ---- | - | - |
| 467  | 420  | 521  | 407  | - | - |

Selon le recensement de 2010, Lava Hot Springs compte 407 habitants. La municipalité s'étend sur 0,70 mille carré (1,81 km2), dont 0,68 mille carré (1,76 km2) de terres.